# بينيل داريوش
بينيل خبير دريوش (بالإنجليزية: Beneil Khobier Dariush؛ مواليد 6 مايو 1989) هو مقاتل فنون قتال مختلطة أمريكي.  يُنافس حاليًا في فئة الوزن الخفيف في يو إف سي. اعتبارًا من 19 نوفمبر 2024، احتل المرتبة 9 في تصنيفات يو إف سي للوزن الخفيف.

## الخلفية
ولد دريوش ونشأ لأبوين مسيحيين آشوريين في مزرعة بالقرب من أورميا في إيران. عندما كان في التاسعة من عمره، غادر هو ووالداه إيران مهاجرين إلى أمريكا حيث كان لديهم بالفعل العديد من الأقارب من عائلتهم الكبيرة. في ذلك الوقت، لم يكن بينيل وشقيقته بيرائيل يتحدثان الإنجليزية، لذلك كانا يمضيان معظم الوقت في اللعب مع أبناء عمومتهما.
داريوش هو مسيحي متدين، وغالبًا ما يسجل ملاحظة عن انتمائه الديني خلال الأحداث الإعلامية لـ يو إف سي، والعمل الترويجي، والمقابلات بعد القتال. وتماشيًا مع هذا الإيمان، قام برعاية دار للأيتام ومدرسة مسيحية في هايتي تُعرف باسم دار أطفال كاب هايتيان.

## مسيرته فنون القتال المختلطة

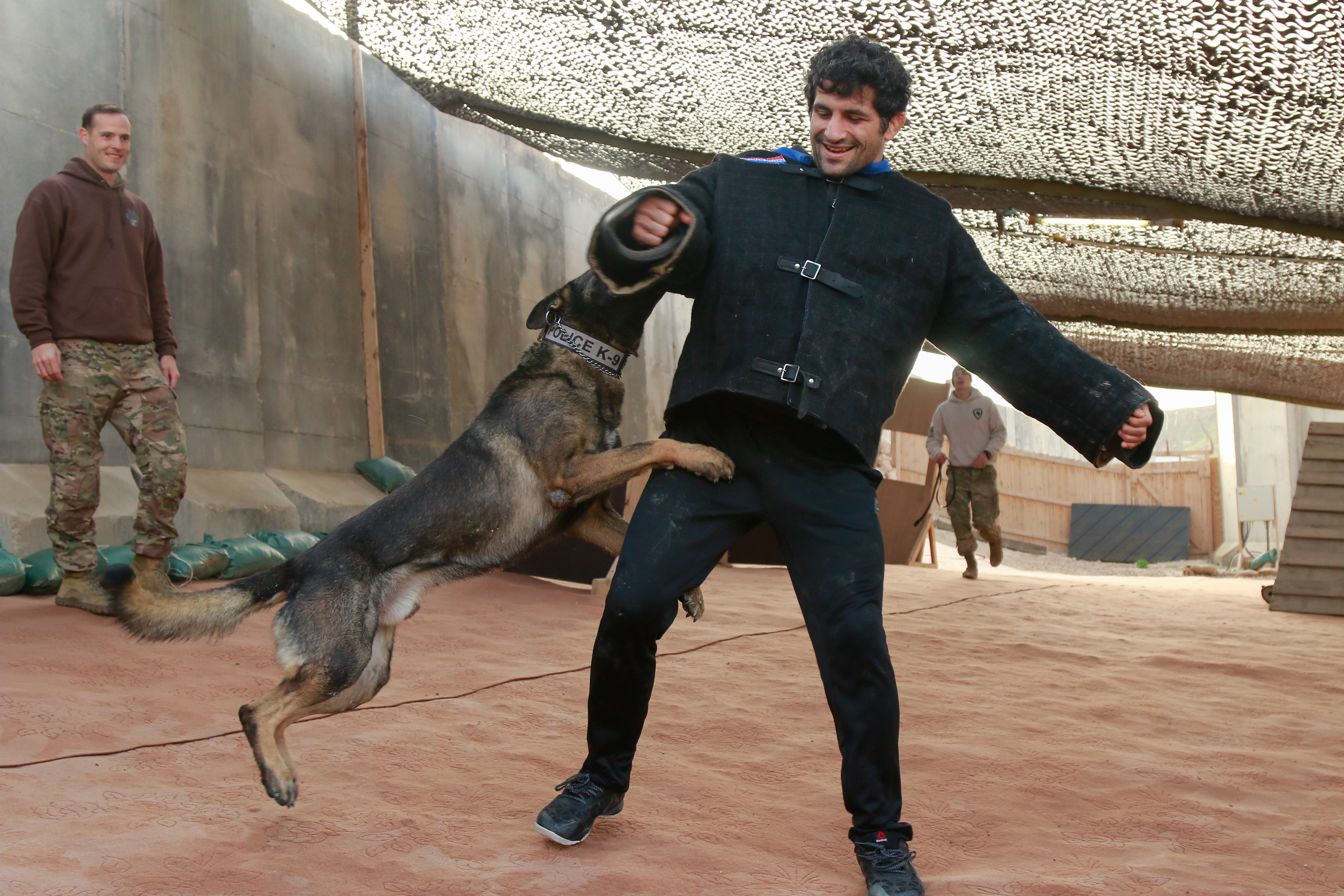
بينيل داريوش يتعرض لعضة أثناء زيارته للكلاب العسكرية العاملة

### مسيرته المبكرة
بدأ داريوش التدريب على الجيو جيتسو البرازيلية في عام 2007، وحصل على حزامه الأسود في غضون خمس سنوات فقط. لقد كان منافسًا بدرجة عالية، وأصبح بطلًا عالميًا بالحزام الأزرق والأرجواني والبني.

### يو إف سي
ظهر داريوش لأول مرة في يو إف سي في 15 يناير 2014، في حدث يو إف سي ليلة القتال 35. وكان من المقرر أن يواجه جايسون هاي. ومع ذلك، تم إجبار هاي على الخروج من النزال بسبب التهاب الزائدة الدودية وتم استبداله بالمخضرم العائد تشارلي برينيمان. فاز داريوش بالقتال عن طريق الإخضاع في الجولة الأولى.

## حياته
داريوش متزوج وله ابنتان.

## البطولات والإنجازات

### فنون القتال المختلطة
- يو إف سي
  - أداء الليلة (أربع مرات) ضد دارون كرويشانك، ودرو دوبر، وفرانك كاماتشو، ودراكار كلوزه[14][15][16][17]
  - قتال الليلة (مرة واحدة) ضد كارلوس دييغو فيريرا[18]
  - بالمشاركة مع (جليسون تيباو) ثالث أكبر عدد من الانتصارات في تاريخ فئة الوزن الخفيف في يو إف سي (16)[19]
  - أفضل عودة في يو إف سي لعام 2020 ضد دراكار كلوزه[20]
  - جائزة مجتمع فورست غريفين 2024[21]
- إم إم إيه جونكي
  - أفضل ضربة قاضية لشهر مارس 2020 ضد دراكار كلوزه[22]
  - أفضل ضربة قاضية لشهر أغسطس 2020 ضد سكوت هولتزمان[23]
- الاحترام في القفص
  - بطولة آر تي آي سي للوزن الخفيف (مرة واحدة)
  - دفاع واحد ناجح عن اللقب

### جيو جيتسو برازيلية
- جيو جيتسو برازيلية[24]
  - بطل العالم في نو جي (2010 بني، 2009 أرجواني مطلق، 2008 أزرق)
  - بطولة العالم للنو جي (2010 البني المطلق)
  - بطولة عموم أمريكا (2009 الأزرق)
  - بطولة العالم المركز الثاني (2012 بني، 2010 أرجواني، 2009 أزرق)
  - المركز الثاني في بطولة عموم أمريكا (الوزن البني والمطلق 2010)
  - بطولة العالم المركز الثالث (2009 الأزرق المطلق)
  - بطولة العالم للنو جي المركز الثالث (2009 أرجواني)
  - بطولة عموم أمريكا المركز الثالث (2011 بني)

## سجل فنون القتال المختلطة
| السجل المهني |        |         |
| 29 نزال      | 22 فوز | 6 خسارة |
| ضربة قاضية   | 5      | 5       |
| إخضاع        | 8      | 1       |
| قرار القضاة  | 9      | 0       |
| تعادل        | 1      | 1       |

| النتيجة | السجل  | الخصم               | الطريقة                        | الحدث                                                           | التاريخ        | الجولة | الوقت | المكان                                   | الملاحظات                                                       |
| ------- | ------ | ------------------- | ------------------------------ | --------------------------------------------------------------- | -------------- | ------ | ----- | ---------------------------------------- | --------------------------------------------------------------- |
| خسر     | 22–6–1 | أرمان تساروكيان     | ضربة قاضية (بالركبة واللكمات)  | يو إف سي ليلة القتال: داريوش ضد تساروكيان                       | 2 ديسمبر 2023  | 1      | 1:04  | أوستن، تكساس، الولايات المتحدة           |                                                                 |
| خسر     | 22–5–1 | تشارلز أوليفيرا     | ضربة فنية قاضية (باللكمات)     | يو إف سي 289                                                    | 10 يونيو 2023  | 1      | 4:10  | فانكوفر، كولومبيا البريطانية، كندا       |                                                                 |
| فاز     | 22–4–1 | ماتيوز غامروت       | قرار القضاة (بالإجماع)         | يو إف سي 280                                                    | 22 أكتوبر 2022 | 3      | 5:00  | أبو ظبي، الإمارات العربية المتحدة        |                                                                 |
| فاز     | 21–4–1 | توني فيرغسون        | قرار القضاة (بالإجماع)         | يو إف سي 262                                                    | 15 مايو 2021   | 3      | 5:00  | هيوستن، تكساس، الولايات المتحدة          |                                                                 |
| فاز     | 20–4–1 | كارلوس دييغو فيريرا | قرار القضاة (بالانقسام)        | يو إف سي ليلة القتال: أوفيرم ضد فولكوف                          | 6 فبراير 2021  | 3      | 5:00  | لاس فيغاس، نيفادا، الولايات المتحدة      | قتال الليلة.                                                    |
| فاز     | 19–4–1 | سكوت هولتزمان       | ضربة قاضية (القبضة الخلفية)    | يو إف سي ليلة القتال: لويس ضد أولينيك                           | 8 أغسطس 2020   | 1      | 4:38  | لاس فيغاس، نيفادا، الولايات المتحدة      | نزال في وزن غير محدد (158 رطل)؛ أخفق دريوش بالوزن.              |
| فاز     | 18–4–1 | دراكار كلوزه        | ضربة قاضية (لكمة)              | يو إف سي 248                                                    | 7 مارس 2020    | 2      | 1:00  | لاس فيغاس، نيفادا، الولايات المتحدة      | أداء الليلة.                                                    |
| فاز     | 17–4–1 | فرانك كاماتشو       | إخضاع (خنق خلفي عاري)          | يو إف سي ليلة القتال: مايا ضد أسكرين                            | 26 أكتوبر 2019 | 1      | 2:02  | كالانغ، سنغافورة                         | أداء الليلة.                                                    |
| فاز     | 16–4–1 | درو دوبر            | إخضاع (شريط الذراع المثلث)     | يو إف سي ليلة القتال: لويس ضد دوس سانتوس                        | 9 مارس 2019    | 2      | 4:41  | ويتشيتا، كانساس، الولايات المتحدة        | أداء الليلة.                                                    |
| فاز     | 15–4–1 | تياغو مويسيس        | قرار القضاة (بالإجماع)         | يو إف سي ليلة القتال: الزومبي الكوري ضد رودريغيز                | 10 نوفمبر 2018 | 3      | 5:00  | دنفر، كولورادو، الولايات المتحدة         |                                                                 |
| خسر     | 14–4–1 | ألكسندر هيرنانديز   | ضربة قاضية (لكمة)              | يو إف سي 222                                                    | 3 مارس 2018    | 1      | 0:42  | لاس فيغاس، نيفادا، الولايات المتحدة      |                                                                 |
| تعادل   | 14–3–1 | إيفان دونهام        | تعادل (بالأغلبية)              | يو إف سي 216                                                    | 7 أكتوبر 2017  | 3      | 5:00  | لاس فيغاس، نيفادا، الولايات المتحدة      |                                                                 |
| خسر     | 14–3   | إدسون باربوزا       | ضربة قاضية (الركبة الطائرة)    | يو إف سي ليلة القتال: بيلفور ضد غاستلوم                         | 11 مارس 2017   | 2      | 3:35  | فورتاليزا، البرازيل                      |                                                                 |
| فاز     | 14–2   | رشيد محمدوف         | قرار القضاة (بالإجماع)         | نهائي المقاتل النهائي: أمريكا اللاتينية 3: دوس أنجوس ضد فيرغسون | 5 نوفمبر 2016  | 3      | 5:00  | مدينة مكسيكو، المكسيك                    |                                                                 |
| فاز     | 13–2   | جيمس فيك            | ضربة قاضية (باللكمات)          | يو إف سي 199                                                    | 4 يونيو 2016   | 1      | 4:16  | إنغليوود، كاليفورنيا، الولايات المتحدة   |                                                                 |
| خسر     | 12–2   | مايكل كييزا         | إخضاع (كرنك العنق)             | يو إف سي على فوكس: تيكسيرا ضد إيفانز                            | 16 أبريل 2016  | 2      | 1:20  | تامبا، فلوريدا، الولايات المتحدة         |                                                                 |
| فاز     | 12–1   | مايكل جونسون        | قرار القضاة (بالانقسام)        | يو إف سي ليلة القتال: تيكسيرا ضد سانت بريوكس                    | 8 أغسطس 2015   | 3      | 5:00  | ناشفيل، تينيسي، الولايات المتحدة         |                                                                 |
| فاز     | 11–1   | جيم ميلر            | قرار القضاة (بالإجماع)         | يو إف سي على فوكس: ماتشيدا ضد روكهولد                           | 18 أبريل 2015  | 3      | 5:00  | نيوآرك، نيو جيرسي، الولايات المتحدة      |                                                                 |
| فاز     | 10–1   | دارون كرويشانك      | إخضاع (خنق خلفي عاري)          | يو إف سي 185                                                    | 14 مارس 2015   | 2      | 2:48  | دالاس، تكساس، الولايات المتحدة           | نزال وزن غير محدد (157 رطل)؛ أخفق كرويشانك بالوزن. أداء الليلة. |
| فاز     | 9–1    | كارلوس دييغو فيريرا | قرار القضاة (بالإجماع)         | يو إف سي 179                                                    | 25 أكتوبر 2014 | 3      | 5:00  | ريو دي جانيرو، البرازيل                  |                                                                 |
| فاز     | 8–1    | أنتوني روكو مارتن   | إخضاع (خنق مثلث الذراع)        | يو إف سي ليلة القتال: هندرسون ضد دوس أنجوس                      | 23 أغسطس 2014  | 2      | 3:38  | تلسا، أوكلاهوما، الولايات المتحدة        |                                                                 |
| خسر     | 7–1    | رمزي نجم            | ضربة فنية قاضية (باللكمات)     | يو إف سي ليلة القتال: نوغيرا ضد نيلسون                          | 11 أبريل 2014  | 1      | 4:20  | أبو ظبي، الإمارات العربية المتحدة        |                                                                 |
| فاز     | 7–0    | تشارلي برينيمان     | إخضاع (خنق خلفي عاري)          | يو إف سي ليلة القتال: روكهولد ضد فيليبو                         | 14 يناير 2014  | 1      | 1:45  | دولوث، جورجيا، الولايات المتحدة          |                                                                 |
| فاز     | 6–0    | جيسون ميدرز         | ضربة قاضية (لكمة)              | الاحترام في القفص                                               | 4 مايو 2013    | 2      | 4:03  | بومونا، كاليفورنيا، الولايات المتحدة     | دافع عن لقب بطولة آر تي آي تي للوزن الخفيف.                     |
| فاز     | 5–0    | تريس غراي           | إخضاع (شريط الذراع)            | الاحترام في القفص                                               | 19 يناير 2013  | 1      | 0:36  | بومونا، كاليفورنيا، الولايات المتحدة     | فاز بلقب بطولة آر تي آي تي للوزن الخفيف.                        |
| فاز     | 4–0    | جيلبرتو دوس سانتوس  | ضربة فنية قاضية (إيقاف الطبيب) | هاي فايت روك 2                                                  | 27 أكتوبر 2012 | 1      | 4:03  | غويانيا، البرازيل                        |                                                                 |
| فاز     | 3–0    | دومينيك جوتيريز     | إخضاع (خنق خلفي عاري)          | الساموراي برو سبورتس                                            | 21 أكتوبر 2011 | 1      | 1:16  | كولفر سيتي، كاليفورنيا، الولايات المتحدة |                                                                 |
| فاز     | 2–0    | فانس بيجارانو       | إخضاع (خنق خلفي عاري)          | الاحترام في القفص                                               | 9 أكتوبر 2010  | 1      | غ/م   | بومونا، كاليفورنيا، الولايات المتحدة     |                                                                 |
| فاز     | 1–0    | جوردان بيتس         | قرار القضاة (بالانقسام)        | الاحترام في القفص 2                                             | 20 نوفمبر 2009 | 3      | 5:00  | بومونا، كاليفورنيا، الولايات المتحدة     |                                                                 |

## سجل مصارعة التماسك بالأيدي
| 1 نزالات، 0 فوز، 1 خسر |       |            |            |                                    |        |       |                |                       |  |
| النتيجة                | السجل | الخصم      | الطريقة    | الحدث                              | الفئة  | النوع | التاريخ        | المكان                |  |
| خسر                    | 0–1   | كرون غراسي | قرار الحكم | إيه سي بي جيه جيه التجارب العالمية | -77 كغ | جي    | 26 سبتمبر 2012 | سان دييغو، كاليفورنيا |  |

## وصلات خارجية
- بينيل داريوش على موقع يو إف سي (الإنجليزية)
- بينيل داريوش على موقع شيردوغ (الإنجليزية)
- بينيل داريوش على موقع Tapology.com (الإنجليزية)